# The Köln Concert
The Köln Concert (с англ. — «Кёльнский концерт») — концертный альбом американского джазового пианиста Кита Джаррета (р.1945), одна из наиболее востребованных записей в истории джаза и фортепианного искусства.
Запись осуществлена в Кёльнском оперном театре 24 января 1975 года. Представляет собой свободную сольную импровизацию длиной более часа.
Сразу после выхода альбом удостоился хвалебных отзывов критиков. В музыкальном журнале DownBeat его оценили на пять звёзд: «Пальцы часто поражают воображение, мелодии заражают, фортепианная аранжировка разнообразна, а динамическая ритм-секция восхищает своей яркостью». Еженедельник Time включил пластинку в число лучших записей года, а в журнале Rolling Stone назвали «совершенным фортепианным концертом».
Продолжительное время автор отказывался от запросов на перевод произведения в нотный формат, настаивая на его сиюминутности. Позиция Джаррета смягчилась только в 1990 году.
«Кёльнский концерт» исполняется пианистами в качестве концертного произведения и объекта реинтерпретации. Выполнена также его транскрипция для классической гитары. Он стал частью саундтрека к фильму Нанни Моретти «Дорогой дневник» (1993).

## Отражение в культуре
История записи концерта пересказана в художественном фильме "Девушка из Кёльна" (2025).